# Temnora trapezoidea
Temnora trapezoidea är en fjärilsart som beskrevs av Clark 1935. Temnora trapezoidea ingår i släktet Temnora och familjen svärmare. Inga underarter finns listade i Catalogue of Life.